# Kroktjärnet (Gunnarskogs socken, Värmland, 665356-132128)
Kroktjärnet är en sjö i Arvika kommun i Värmland och ingår i Göta älvs huvudavrinningsområde.